# Freed from Desire
"Freed from Desire" é uma canção Eurodance da cantora e compositora italiana Gala, lançada em 9 de agosto 1996 como o principal single de seu álbum de estreia, Come into My Life (1997), e produzida pelos DJs Molella e Phil Jay. A faixa se tornou um grande sucesso em toda a Europa, alcançando o primeiro lugar na França e em ambas as regiões da Bélgica. Foi lançada no Reino Unido em julho de 1997, onde atingiu o segundo lugar na parada UK Singles Chart, permanecendo oito semanas no top dez e 14 semanas no top 75 no geral. O single foi certificado como diamante na França, platina dupla na Bélgica e na Itália, e platina tripla no Reino Unido. 
Nos anos 2010, a música se tornou um clássico cult entre os torcedores de futebol britânicos, que adaptaram seu refrão em cânticos de estádio celebrando jogadores e equipes; a versão mais famosa, "Will Grigg’s on Fire", viralizou durante a UEFA Euro 2016 e se tornou emblemática da cultura de fãs no torneio e além. Além disso, tornou-se conhecida mundialmente após a final da Liga dos Campeões da UEFA de 2022–23 no cântico "Rodri's on Fire", como homenagem ao jogador espanhol Rodri, responsável pelo único gol da final com a camisa do Manchester City. Posteriormente, é a canção oficial da Copa do Mundo de Clubes FIFA de 2025. A música já é conhecida por ser cantada em estádios de futebol e se tornou uma espécie de "assinatura musical" do torneio, segundo a FIFA.

## Produção
A canção foi lançada no Reino Unido em junho de 1996, atingindo a posição de pico em segundo lugar nas paradas de sucesso e passando oito semanas dentro do Top 10 e catorze no Top 75. A canção foi composta por Gala Rizzatto, produzida por Filippo Andrea Carmeni e Maurizio Molella.
Os versos contêm o leitmotiv "He got his strong beliefs" ("Ele tem fortes convicções" em português), enquanto o coro, percussão composta por vários, é caracterizada pela repetição da sílaba "na". Graças a este sucesso, Gala alcançou grande popularidade na Europa, embora fosse seu segundo single.

## Uso no Esporte
A canção "Freed from Desire" tem sido amplamente utilizada no futebol, onde torcedores de países como Inglaterra, Escócia, Irlanda, França, Alemanha, Grécia, Itália, entre outros, criaram suas próprias versões da música com letras modificadas.
Desde abril de 2011, ela tem sido usada como um canto de torcida pelos fãs do Bohemian FC em Dublin. Em um jogo fora de casa contra o Sligo Rovers, foi cantada com a letra alterada para "The Bohs have got no money, we've got a bag of E's" (em português; "Os Bohs não têm dinheiro, mas temos um saco de E's."; referindo-se a ecstasy). Na época, o Irish Independent fez referência ao canto, escrevendo: "Por 45 minutos, os torcedores visitantes – que claramente planejaram em torno da Sexta-feira Santa seca – rugiram o clássico de dança dos anos 1990 'Freed From Desire', aparentemente alheios ao seu time sendo desmantelado em campo", e foi gravado pelos torcedores do Sligo Rovers na arquibancada oposta.
O refrão foi usado como canto de torcida em 2012 pelos fãs do Stevenage F.C. para o ponta Luke Freeman, com a frase: "Freeman's on fire, your right back is terrified!" (em português; "Freeman está pegando fogo, seu lateral direito está apavorado!") O Bristol City adotou o canto após a contratação de Freeman do Stevenage em junho de 2014. Em seguida, no início de 2016, torcedores do Newcastle United adaptaram a música para seu atacante Aleksandar Mitrović, com o refrão: "Mitro's on fire, your defence is terrified" (em português; "O Mitrović está pegando fogo, sua defesa está apavorada!"), que também foi usado por torcedores do Fulham FC após sua transferência para lá. No entanto, Mitrović teve um desempenho ruim; o canto viralizou em maio daquele ano, quando Sean Kennedy, torcedor do Wigan Athletic, carregou no YouTube sua versão de "Freed from Desire" intitulada "Will Grigg's on Fire", em reconhecimento aos recentes feitos de gols de Will Grigg, um jogador do Wigan. Esta versão foi gravada pelos produtores de dança Blonde sob o pseudônimo DJ Kenno, e alcançou a 76ª posição na parada de singles do Reino Unido. Torcedores da Irlanda do Norte também cantaram "Will Grigg's on Fire", notavelmente durante a UEFA Euro 2016, já que ele jogava pela Irlanda do Norte. Torcedores da Irlanda, País de Gales, Inglaterra e França fizeram suas próprias versões da música para seus jogadores, como "Vardy's on Fire" e "Grizi's on Fire".
Torcedores do West Ham United cantam "Bowen's on fire" para Jarrod Bowen, que marcou o gol da vitória contra a Fiorentina na final da UEFA Europa Conference League de 2023 para dar ao clube seu primeiro grande troféu em 43 anos.
O mesmo se aplica a torcedores e jogadores do Manchester City. Durante a vitória contra o Manchester United F.C. na final da Copa da Inglaterra de 2022–23, os jogadores se reuniram e cantaram "Gundo's on fire" para İlkay Gündoğan, depois que ele marcou dois gols de voleio de fora da área. Uma semana depois, na final da UEFA Champions League de 2023 contra a Inter de Milão, a música foi cantada novamente, desta vez para Rodri, que marcou o único gol da vitória no jogo.
"Freed from Desire" em si foi usada como hino não oficial da seleção belga durante a Copa do Mundo FIFA de 2018.
A partir de janeiro de 2022, "Freed from Desire" foi escolhida por meio de uma pesquisa de fãs como a música de vitória pós-jogo do Melbourne Victory FC; a música será tocada nos alto-falantes do AAMI Park após cada vitória em casa do Melbourne Victory.
As associações nacionais de futebol da França, Inglaterra, Suíça e Polônia escolheram "Freed from Desire" para ser tocada como música de gol na Copa do Mundo FIFA de 2022, enquanto França, Nova Zelândia e Suíça escolheram a música para ser tocada como música de gol na Copa do Mundo Feminina FIFA de 2023.
Na preparação para o torneio de futebol UEFA Euro 2024, e durante seus jogos no próprio torneio, os torcedores da Escócia – o "Tartan Army (en)" – usaram a letra: "Scotland's on fire, your defence is terrified" (em português; "A Escócia está arrasando, sua defesa está apavorada!").

A própria Gala expressou apoio ao uso da música como hino esportivo, afirmando que "é tão bonito que uma música tenha uma energia por si só":
"A música e o esporte reúnem pessoas de diferentes origens – um rico e um pobre, ambos amam a mesma música, ambos torcem pelo mesmo time de futebol. Isso realmente une pessoas de diferentes origens e países."
Em outubro de 2022, um vídeo de torcedores cantando sobre Will Grigg foi legendado novamente como "Kerch Bridge on fire, your defence is terrified!" após a explosão da Ponte da Crimeia em 2022. O vídeo ganhou mais força em meados de 2023, com pelo menos um canal de notícias confundindo-o com ucranianos comemorando.
Durante o campeonato Italiano de Futebol de 2022–23, que a equipe viria a vencer, os torcedores do SSC Napoli ironicamente reprisaram uma versão do refrão com a letra "Vesuvio, erutta, tutta Napoli è distrutta" (em português; "Vesúvio, erupção, toda Nápoles está destruída"), usada anteriormente por rivais como discurso de ódio contra a cidade de Nápoles e seu povo.
Em junho de 2023, ao comemorar o título inédito da Liga dos Campeões da UEFA de 2022–23 no vestiário, o futebolista Jack Grealish instruiu o elenco do Manchester City a cantarem "Rodri's on Fire", como homenagem ao jogador espanhol Rodri, responsável pelo único gol do time na final da competição.
A música foi incluída nas cerimônias de abertura e encerramento dos Jogos Olímpicos de Verão de 2024 em Paris.
A música foi usada na Copa do Mundo de Clubes FIFA de 2025 nos Estados Unidos.

## Outras versões
Freed from Desire também foi lançado em uma versão remixada em 2003 (Happymen vs Gala).[carece de fontes?]
Em 2005, a canção foi lançada em uma versão acústica de Sagi Rei.[carece de fontes?]
Em 2011, Dj Klass realizou um remix em comemoração de 15 anos de lançamento do single.[carece de fontes?]
Em 2016, Gala Rizzatto lançou uma versão acústica de "Freed from Desire".[carece de fontes?]

## Faixas
| Faixa | Título                                 | Duração |
| ----- | -------------------------------------- | ------- |
| 1.    | "Freed from Desire" (Edit Mix)         | 3:21    |
| 2.    | "Freed from Desire" (Full Vocals Mixx) | 4:13    |

| Faixa | Título                                        | Duração |
| ----- | --------------------------------------------- | ------- |
| 1.    | "Freed from Desire" (Radio Mix)               | 3:30    |
| 2.    | "Freed from Desire" (Solid Base Remix)        | 5:30    |
| 3.    | "Freed from Desire" (The Paradise Mix)        | 8:35    |
| 4.    | "Freed from Desire" (Full Vocal Extended Mix) | 4:17    |

| Faixa | Título                                      | Duração |
| ----- | ------------------------------------------- | ------- |
| 1.    | "Freed from Desire" (Radio Mix)             | 3:32    |
| 2.    | "Freed from Desire" (The Paradise Mix)      | 8:37    |
| 3.    | "Freed from Desire" (Full Vocal Mix)        | 4:17    |
| 4.    | "Freed from Desire" (Whistle Remix)         | 6:06    |
| 5.    | "Freed from Desire" (The Soundlovers Remix) | 5:57    |

| Faixa | Título                                 | Duração |
| ----- | -------------------------------------- | ------- |
| 1.    | "Freed from Desire" (Full Vocals Mixx) | 4:13    |
| 2.    | "Freed from Desire" (Edit Mix)         | 3:21    |
| 3.    | "Freed from Desire" (The Paradise Mix) | 8:35    |

| Faixa | Título                                      | Duração |
| ----- | ------------------------------------------- | ------- |
| 1.    | "Freed from Desire" (Short Mix)             | 3:35    |
| 2.    | "Freed from Desire" (The Soundlovers Remix) | 6:01    |
| 3.    | "Freed from Desire" (Whistle Remix)         | 6:09    |

| Faixa | Título                                      | Duração |
| ----- | ------------------------------------------- | ------- |
| 1.    | "Freed from Desire" (The Soundlovers Remix) | 5:52    |
| 2.    | "Freed from Desire" (Whistle Remix)         | 6:00    |
| 3.    | "Freed from Desire" (Video Mix)             | 3:28    |

| Faixa | Título                                     | Duração |
| ----- | ------------------------------------------ | ------- |
| 1.    | "Freed from Desire" (Mr. Jack Club Mix)    | 7:33    |
| 2.    | "Freed from Desire" (Full Vocal Mix)       | 4:13    |
| 3.    | "Freed from Desire" (Mr. Jack deja vu Dub) | 5:01    |

| Faixa | Título                                     | Duração |
| ----- | ------------------------------------------ | ------- |
| 1.    | "Freed from Desire" (Mr. Jack Club Mix)    | 7:33    |
| 2.    | "Freed from Desire" (Full Vocal Mix)       | 4:13    |
| 3.    | "Freed from Desire" (Mr. Jack Deja Vu Dub) | 5:01    |

| Faixa | Título                                         | Duração |
| ----- | ---------------------------------------------- | ------- |
| 1.    | "Freed from Desire" (Allisters Full Vocal Mix) | 7:05    |
| 2.    | "Freed from Desire" (Mr. Jack Club Mix)        | 8:15    |
| 3.    | "Freed from Desire" (Dillon & Dickins Mix)     | 8:41    |
| 4.    | "Freed from Desire" (Original Mix)             | 4:13    |

## Desempenho nas paradas
| Lista (1996/97)                 | Melhor posição |
| ------------------------------- | -------------- |
| German Singles Chart            | 14             |
| Austrian Singles Chart          | 16             |
| Belgian (Flandes) Singles Chart | 1              |
| Belgian (Valônia) Singles Chart | 1              |
| Dutch Top 40                    | 5              |
| Spanish Singles Chart           | 1              |
| Finnish Singles Chart           | 17             |
| French Singles Chart            | 1              |
| Irish Singles Chart             | 2              |
| Italian Singles Chart           | 3              |
| Swedish Singles Chart           | 42             |
| Swiss Singles Chart             | 13             |
| UK Singles Chart                | 2              |